# Thymelaea
Thymelaea és un gènere de plantes amb flors que dona el nom a la família de les timeleàcies. Consta d'unes 30 espècies d'arbusts de fulles persistents i d'herbes. És originari de les illes Canàries, la conca del Mediterrani, el nord i centre d'Europa i l'Àsia central (la regió irano-turaniana).
Als Països Catalans són autòctones les espècies següents:Thymelaea passerina, Thymelaea sanamunda, Thymelaea dioica, Thymelaea calycina, Thymelaea hirsuta, Thymelaea tinctoria, Thymelaea pubescens, Thymelaea argentata, Thymelaea velutina i Thymelaea tartonraira.
Espècies
| - Thymelaea antiatlantica - Thymelaea aucheri - Thymelaea broteriana - Thymelaea calycina - Thymelaea cilicica - Thymelaea coridifolia - Thymelaea dioica - Thymelaea granatensis - Thymelaea gussonei - Thymelaea hirsuta - Thymelaea lanuginosa - Thymelaea lythroides - Thymelaea mesopotamica - Thymelaea microphylla - Thymelaea myrtifolia | - Thymelaea nitida - Thymelaea passerina - Thymelaea procumbens - Thymelaea pubescens - Thymelaea putorioides - Thymelaea ruizii - Thymelaea salsa - Thymelaea sanamunda - Thymelaea sempervirens - Thymelaea subrepens - Thymelaea tartonraira - Thymelaea tinctoria - Thymelaea virgata - Thymelaea virescens - Thymelaea villosa |